# A. J. 모리스
A. J. 모리스(A. J. Morris, 본명: 앤서니 J. 모리스, Anthony J. Morris, 1986년 12월 1일 ~ )는 미국의 전직 프로야구 투수이다. 2016년 메이저 리그 베이스볼 신시내티 레즈에서 활약했다.

## 경력
모리스는 텍사스주 험블에 있는 험블 고등학교(Humble High School)에 다녔다. 고등학교를 졸업하고 지명을 받지 못한 모리스는 캔자스 주립 대학교에 다녔고 캔자스 스테이트 와일드캣츠(Kansas State Wildcats)에서 3년(2007-2009) 동안 대학 야구를 했다. 2009년 빅 12 콘퍼런스 올해의 투수였다. 모리스는 2009년 MLB 드래프트 4라운드에 워싱턴 내셔널스에 지명됐다.
모리스는 2009년과 2010년에 내셔널스 조직에서 뛰었으며 걸프 코스트 내셔널스(Gulf Coast Nationals), 헤이거스타운 선스 및 포토맥 내셔널스(Potomac Nationals)에 등장했다.
2011년 1월 17일 워싱턴 내셔널스는 톰 고젤라니와 교환하여 모리스, 마이클 버제스, 그레이엄 힉스를 시카고 컵스로 트레이드했다. 모리스는 수술이 필요한 팔꿈치 부상으로 인해 2011 시즌을 놓쳤다. 2012년에는 데이토나 컵스(Daytona Cubs)에서 뛰었고, 2013년에는 테네시 스모키스(Tennessee Smokies)에서 뛰었다.
모리스는 2013년 룰 5 드래프트의 마이너 리그 부분에서 피츠버그 파이리츠에 의해 선택되었다. 2014년 시즌을 GCL 파이리츠, 브래든턴 머로더스(Bradenton Marauders), 알투나 커브(Altoona Curve) 및 인디애나폴리스 인디애나스(Indianapolis Indians)로 나누었다. 2015년 시즌을 인디애나폴리스에서 보냈다.
모리스는 2016 시즌 이전에 신시내티 레즈와 마이너 리그 계약을 체결했다. 모리스는 2016 시즌을 루이빌 배츠와 레즈로 나누었다. 2016년 5월 24일에 MLB 데뷔를 했다. 2016년 시즌 이후 FA로 선출되었다.
모리스는 2017년 월드 베이스볼 클래식에서 이탈리아 야구 국가대표팀에서 뛰었다.